# Sorbische Sprache

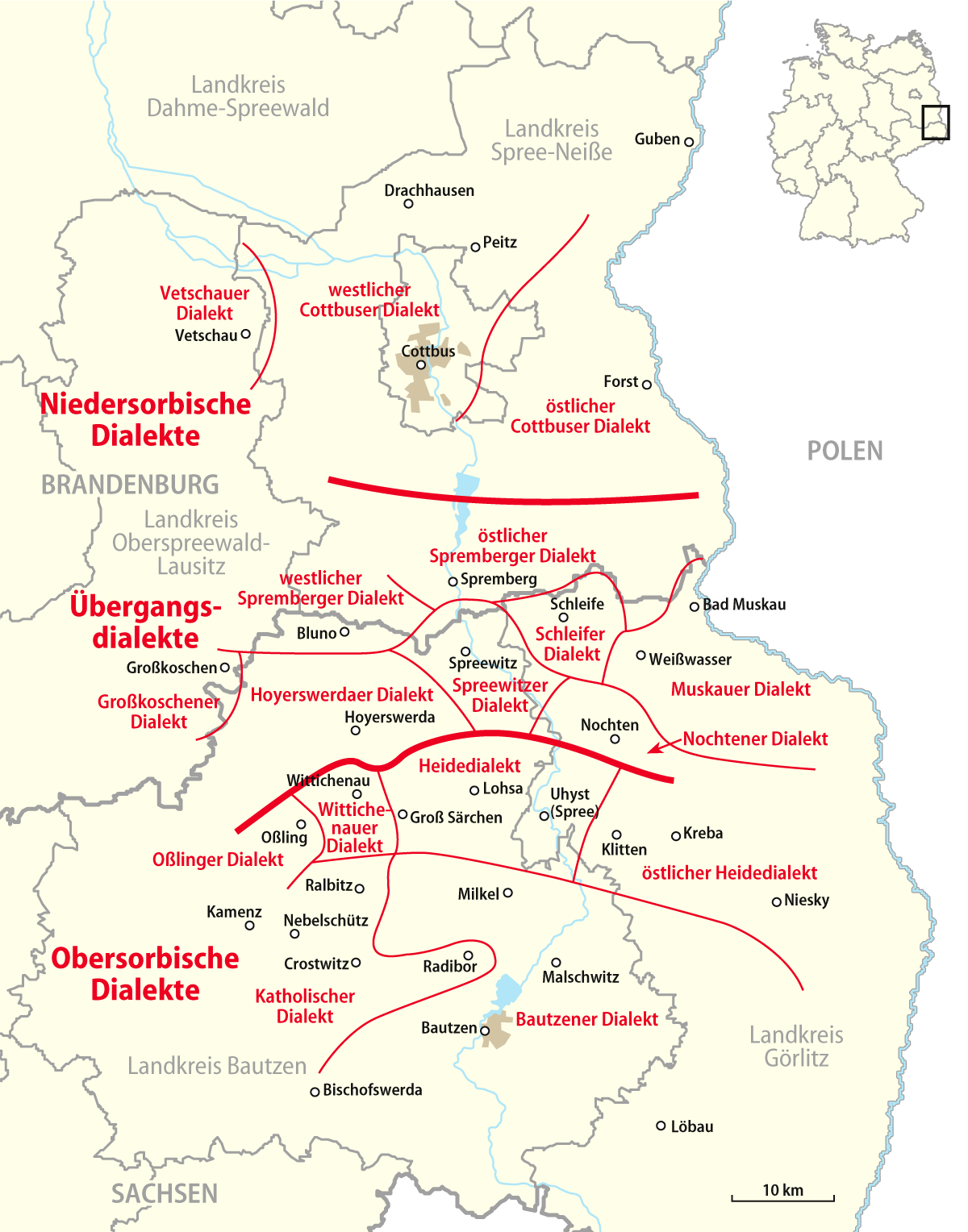
Karte der sorbischen Dialekte

Die sorbische Sprache (in beiden Standardvarietäten serbšćina; vor allem in der Niederlausitz auf Deutsch auch Wendisch, deutsch veraltet bzw. in den slawischen Sprachen bis heute Lausitzisch-Serbisch) ist die Gesamtheit der sorbischen Dialekte. Sie gehört zur Gruppe der westslawischen Sprachen und wird heute vor allem in der Lausitz gesprochen. Es werden zwei Schriftsprachen unterschieden,
- Obersorbisch (hornjoserbšćina, hornjoserbska rěč [rɨtʃ]) in der Oberlausitz und
- Niedersorbisch (dolnoserbšćina, dolnoserbska rěc [riəts]) in der Niederlausitz.

An der Grenze der beiden Sprachgebiete existiert eine Reihe von Übergangsdialekten, die allerdings sprachhistorisch eher dem Niedersorbischen zuzurechnen sind.
Beide Sprachen, sowohl Obersorbisch als auch Niedersorbisch, sind vom Aussterben bedroht. Obersorbisch gilt als gefährdete Sprache. Niedersorbisch gilt als ernsthaft gefährdete Sprache, weil sie nur noch in sehr wenigen Familien auch von der mittleren und jungen Generation gesprochen wird.
Innerhalb des Westslawischen bildet das Sorbische eine eigene Gruppe und ist insgesamt der lechischen Gruppe, insbesondere dem Polnischen, etwas ähnlicher als der tschechisch-slowakischen Gruppe. Dabei weist das Obersorbische mehr Ähnlichkeiten mit dem Tschechischen auf und das Niedersorbische mehr mit dem Polnischen. Diese Ähnlichkeiten gehen sowohl auf die ursprüngliche räumliche Herkunft der verschiedenen später als sorbisch bezeichneten Gruppen bei ihrer Zuwanderung aus Böhmen bzw. Schlesien im frühen Mittelalter zurück als auch auf späteren Sprachkontakt. Der geographische Zusammenhang zwischen dem tschechischen und dem obersorbischen Sprachgebiet wurde bereits spätestens im frühen 13. Jahrhundert im Zuge der intensiven deutschen Besiedlung im Raum zwischen Dresden und Zittau unterbrochen. Jedoch bestanden noch lange danach intensive Kontakte zwischen Sorben in der (Ober-)Lausitz und Tschechen in Böhmen. Zwischen dem (nieder)sorbischen und dem polnischen Sprachgebiet bestand ein direkter Zusammenhang (im Raum Crossen an der Oder [sorbisch Krosyn, polnisch Krosno Odrzańskie]) noch mindestens bis ins 14. Jahrhundert. Der sorbische Autor Frido Mětšk (deutsch Alfred Mietzschke) sprach in einer Veröffentlichung des Jahres 1958 sogar von einem Gebiet mit Übergangsdialekten zwischen Niedersorbisch und Polnisch bis etwa ins 17. Jahrhundert.
Historisch wurde für das Obersorbische und das Niedersorbische ebenso wie für die nordwestlich benachbarten polabischen Sprachen und das Pomoranische im Norden die Bezeichnung Wendisch verwendet. Wendisch war also eine nicht näher differenzierende Bezeichnung für slawische Sprachen westlich des Polnischen und nördlich des Tschechischen. Heute wird der Begriff nur noch für das Niedersorbische verwendet, auch von Sorben selbst, wenn sie Deutsch reden. Die meisten Obersorben empfinden diese Fremdbezeichnung dagegen als abwertend (pejorativ).
Gab es bis in die 1950er Jahre noch auf dem ganzen Territorium des heutigen sorbischen Siedlungsgebietes auch muttersprachlich sorbische Kinder und Jugendliche, so ist das bedingt durch die von Germanisierungsbestrebungen und wirtschaftlichen Entwicklungen begünstigte Assimilation heute fast nur noch im katholischen Teil der Oberlausitz der Fall.
Die Wissenschaft zur Erforschung und Dokumentation der sorbischen Sprache wird als Sorabistik bezeichnet, deren einziges universitäres Institut an der Universität Leipzig beheimatet ist. Außeruniversitär beschäftigt sich insbesondere das Sorbische Institut in Bautzen und Cottbus mit der sorbischen Sprachwissenschaft.

## Geschichte

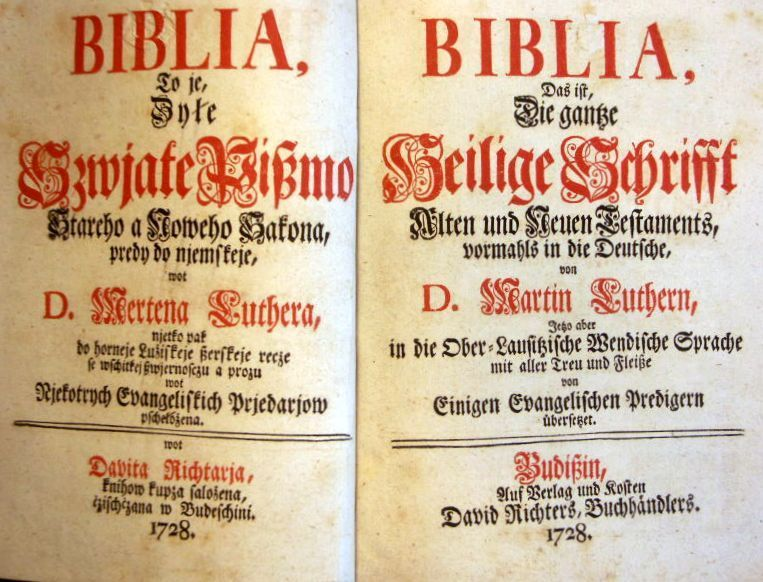
Zweisprachiges Titelblatt der ersten vollständigen Bibelübersetzung in obersorbischer Sprache

Die Geschichte der sorbischen Sprache auf dem Gebiet des heutigen Deutschland beginnt mit der Völkerwanderung etwa seit dem 6. Jahrhundert.
Schon als die heutige Lausitz ins Blickfeld mittelalterlicher Chronisten geriet, war sie von zwei slawischen Völkern bewohnt, von den Milceni im Süden und den Lusici im Norden. Auch nach der Unterwerfung durch Teilstaaten des Heiligen Römischen Reiches standen Ober- und Niederlausitz bis auf weniger als hundert Jahre immer unter verschiedener Hoheit.
Seit dem 12. Jahrhundert, mit dem massenhaften Zuzug von bäuerlichen Siedlern aus Flandern, Sachsen, Thüringen und Franken und der vorangegangenen Verwüstung des Landes durch Kriege, begann der allmähliche Rückgang des Sorbischen. Zunächst wurde es dem Deutschen rechtlich nachgeordnet, unter anderem im Sachsenspiegel. Später kamen Sprachverbote hinzu: 1293 wurde das „Wendische“ im Bereich des Klosters Nienburg als Gerichtssprache verboten, 1327 in Altenburg, Zwickau und Leipzig, 1424 in Meißen (wobei nur für 1293 die Überlieferung nachvollziehbar ist). Weiterhin gab es in vielen Zünften der Städte des Gebietes die Vorschrift, nur deutschsprachige Mitglieder aufzunehmen.
Das älteste schriftlich überlieferte Sprachdenkmal des Obersorbischen ist der „Burger Eydt Wendisch“, ein Bürgereid der Stadt Bautzen aus dem Jahr 1532. Eine sorbische Literatur entstand erst im Zusammenhang mit der Reformation, die zu ihrer Ausbreitung auf die Volkssprache angewiesen blieb. In einer in der Pfarrbibliothek von Jauernick verwahrten Handschrift aus dem Jahre 1510 wurde die älteste bekannte niedersorbische Notiz entdeckt, eine Randbemerkung zu einem lateinischsprachigen Werk Ovids: „Ach moyo luba lubka / biß weßola thy sy / my luba“ (übersetzt: „Ach meine liebe Liebste, sei fröhlich, du bist mir lieb“). Experten des Handschriftenzentrums der Universität Leipzig stellten den Fund am 13. Mai 2011 im Archiv des Bistums Görlitz vor. 

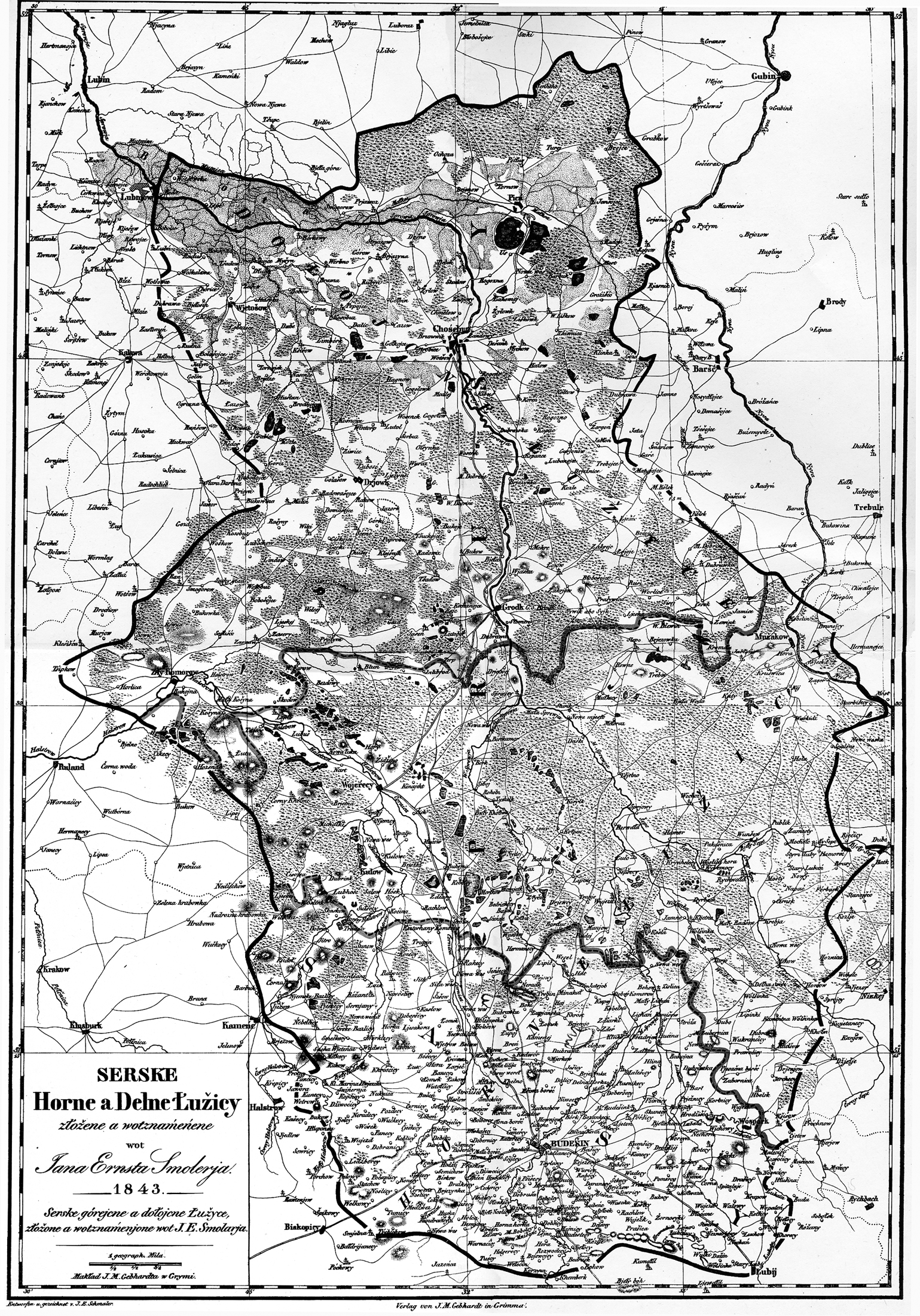
Sorbisches Sprachgebiet 1843

Im 13. bis 16. Jahrhundert wurden in mehreren Städten und Gemeinden Sprachverbote erlassen.
Das Kerngebiet der Milzener und Lusitzer, zwei der etwa zwanzig sorbischen Stämme, die im Gebiet der heutigen Lausitz lebten, war von deutschsprachiger Neusiedlung und rechtlichen Beschränkungen nur wenig betroffen. Die Sprache hatte daher dort einen guten Halt. Die Sprecherzahl wuchs dort bis in das 17. Jahrhundert auf über 300.000 an.

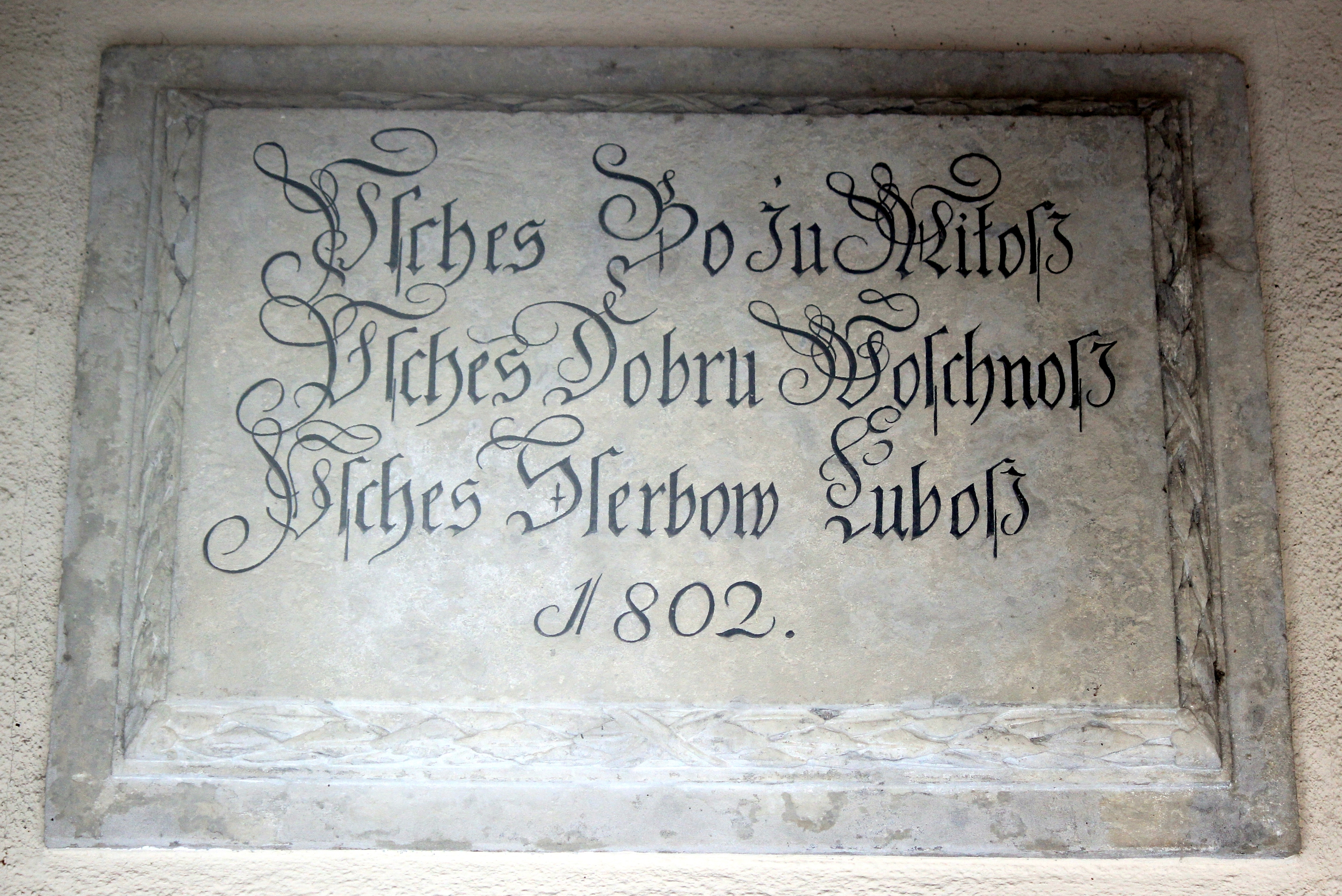
Eine der ältesten öffentlichen Inschriften in sorbischer Sprache am Pfarrhaus auf dem Wendischen Kirchhof in Bautzen

Im Zeitalter des Barock regte sich erstmals ein philologisches Interesse an der sorbischen Sprache, das sich in den umfangreichen grammatikalisch-lexikalischen Werken des Niedersorben Johannes Choinan sowie der Obersorben Jurij Hawštyn Swětlik und Xaver Jakub Ticin niederschlug. Einen beträchtlichen Auftrieb erhielt das Sorbische zu Beginn des 18. Jahrhunderts durch die Tätigkeit der evangelischen Wendischen Prediger-Collegien in Leipzig und Wittenberg. Als in Prag das Wendische Seminar, ein Konvikt für den katholischen Priesternachwuchs, errichtet wurde, entstand dadurch eine wichtige Verbindung zur tschechischen Sprache und Nationalität. Nach dem Siebenjährigen Krieg sank die Aufmerksamkeit für die sorbische Sprache wieder.
Erst der Einfluss der Romantik brachte einen neuen Aufschwung der literarischen Tätigkeit, und es entstand ein spezifisch sorbisches Nationalbewusstsein. Im 19. Jahrhundert war besonders in Preußen die „Eindeutschungspolitik“ sehr repressiv, obwohl die Sorben 1848 für ihre Königstreue zahlreiche Vergünstigungen erhielten.
Bei der Volkszählung von 1900 gaben insgesamt 93.032 Einwohner des Deutschen Reiches „Wendisch“ als Muttersprache an. Die tatsächliche Sprecherzahl dürfte noch etwas höher gelegen haben. 1904 wurde am Lauengraben in Bautzen unter Beteiligung der offiziellen Stellen das Wendische Haus (Serbski dom) als Sitz der Maćica Serbska, der Smoler’schen Buchhandlung und weiterer sorbischer Einrichtungen eingeweiht. Am 13. Oktober 1912 wurde in Hoyerswerda der Verein Domowina zur Erhaltung der sorbischen Sprache und Kultur gegründet.
Schon in der Weimarer Republik, besonders aber im NS-Staat wurde die sorbische Sprache und Kultur durch Gerichtsurteile, Verbote, Germanisierung und dergleichen unterdrückt. Während der Weimarer Republik gab es die eigens gegründete Wendenabteilung zur Unterdrückung der sorbischen Sprache und Kultur. Nachdem der NS-Staat vergeblich die Sorben in die neuen Strukturen zu integrieren versucht hatte, wurden ab 1937 erst die Domowina und anschließend alle weiteren Vereine sowie sorbischsprachigen Publikationen verboten und zum Teil enteignet. Während des Zweiten Weltkriegs wurden v. a. sorbische Pfarrer und Lehrer als Träger und Multiplikatoren sorbischer Identität aus der Lausitz zwangsversetzt.
Bereits am 10. Mai 1945 wurde die Domowina wieder gegründet; schon 1947 erschienen wieder sorbische Zeitungen. Zu Zeiten der DDR wurden sorbische Sprache und Kultur – vor allem in den 1950er Jahren – zum ersten Mal staatlicherseits umfassend gefördert, die Sorben erhielten das Recht auf den Gebrauch ihrer Sprache in der Öffentlichkeit. Erstmals erhielt Sorbisch den Status einer zweiten Amtssprache, wurde in großen Teilen der Lausitz als Unterrichtssprache eingeführt und durch zweisprachige Beschilderung sichtbar in der Öffentlichkeit verankert. Diese Rechte wurden in der Verfassung der DDR in Artikel 40 ausdrücklich, im Einigungsvertrag zur Deutschen Einheit (Einheitsvertrag) von 1990 in Artikel 35 indirekt sowie in den Verfassungen der Bundesländer Brandenburg und Sachsen und den entsprechenden Sorbengesetzen explizit verankert. Das deutsche Gerichtsverfassungsgesetz (GVG) gewährleistet in § 184 Satz 2 das Recht, „in den Heimatkreisen der sorbischen Bevölkerung vor Gericht sorbisch zu sprechen“; welches genaue Gebiet hiervon erfasst ist, bestimmt das Gesetz nicht. Zahlreiche sorbische Institutionen wurden nach dem Ende des Nationalsozialismus gegründet, die zum Teil bis heute bestehen, so z. B. das Sorbische Institut für Lehrerbildung, das Staatliche Ensemble für sorbische Volkskultur (heute: Sorbisches National-Ensemble), der Domowina-Verlag, das Deutsch-Sorbische Volkstheater und das Institut für sorbische Volksforschung (Nachfolger: Sorbisches Institut) sowie das Institut für Sorabistik an der Universität Leipzig (bis 1968: Sorbisches Institut).
Dennoch sank die Zahl der Sorbisch-Sprecher stetig weiter, insbesondere aufgrund von Industrialisierung, Kollektivierung der Landwirtschaft und starkem Zuzug von außerhalb. Seit Mitte der 1960er Jahre war zudem der bis dahin obligatorische Sorbisch-Unterricht nur noch fakultativ, was zu einem massiven Einbruch der Schülerzahlen führte. Nur in wenigen ländlichen Gebieten konnte sich das Sorbische als Alltagssprache über das 20. Jahrhundert hinaus erhalten. Dies trifft in besonderem Maße auf den katholischen Teil des Siedlungsgebietes entlang des Klosterwassers in der Oberlausitz zu, wo die Assimilation des Sorbischen und damit der Sprachverlust im Gegensatz zum größeren evangelischen Gebiet und der Niederlausitz nur eingeschränkt erfolgte.

## Gegenwart
Insgesamt leben in Deutschland heute rund 60.000 Sorben, davon etwa 40.000 in Sachsen und 20.000 in Brandenburg. Da die Nationalitätenzugehörigkeit in Deutschland nicht amtlich erfasst wird und das Bekenntnis zur sorbischen Nationalität frei ist, gibt es über die genaue Zahl nur Schätzungen. Die Zahl der aktiven Sprecher des Sorbischen dürfte geringer sein. Anders als das Obersorbische gilt das Niedersorbische als akut vom Aussterben bedroht. Nach Hochrechnungen sprechen etwa 7.000 Menschen aktiv Niedersorbisch, welches bereits in 20 bis 30 Jahren aussterben könnte, und etwa 13.000 Obersorbisch. Nach Ansicht von Sprachexperten wird das Obersorbische das 21. Jahrhundert überdauern.

Sorbisches Sprachgebiet in Deutschland (Stand: 2003)

Heutzutage wird an 25 Grundschulen und mehreren weiterführenden Schulen Sorbisch unterrichtet. Am Niedersorbischen Gymnasium Cottbus und dem Sorbischen Gymnasium Bautzen ist es obligatorisch. An vielen Grundschulen und sorbischen Schulen wird der Unterricht in sorbischer Sprache abgehalten. Es erscheinen die Tageszeitung Serbske Nowiny auf Obersorbisch und die niedersorbische Wochenzeitung Nowy Casnik, außerdem die religiösen Wochenschriften Katolski Posoł und Pomhaj Bóh. Monatlich erscheinen die Kulturzeitschrift Rozhlad, je eine Kinderzeitschrift in ober- und niedersorbischer Sprache (Płomjo bzw. Płomje) sowie die Bildungszeitschrift Serbska šula. Der Mitteldeutsche Rundfunk und der Rundfunk Berlin-Brandenburg senden außerdem monatlich halbstündliche Fernsehmagazine in sorbischer Sprache sowie täglich mehrere Stunden Hörfunkprogramm, den Sorbischen Rundfunk. Wikipedia-Sprachversionen existieren in beiden Schriftsprachen.

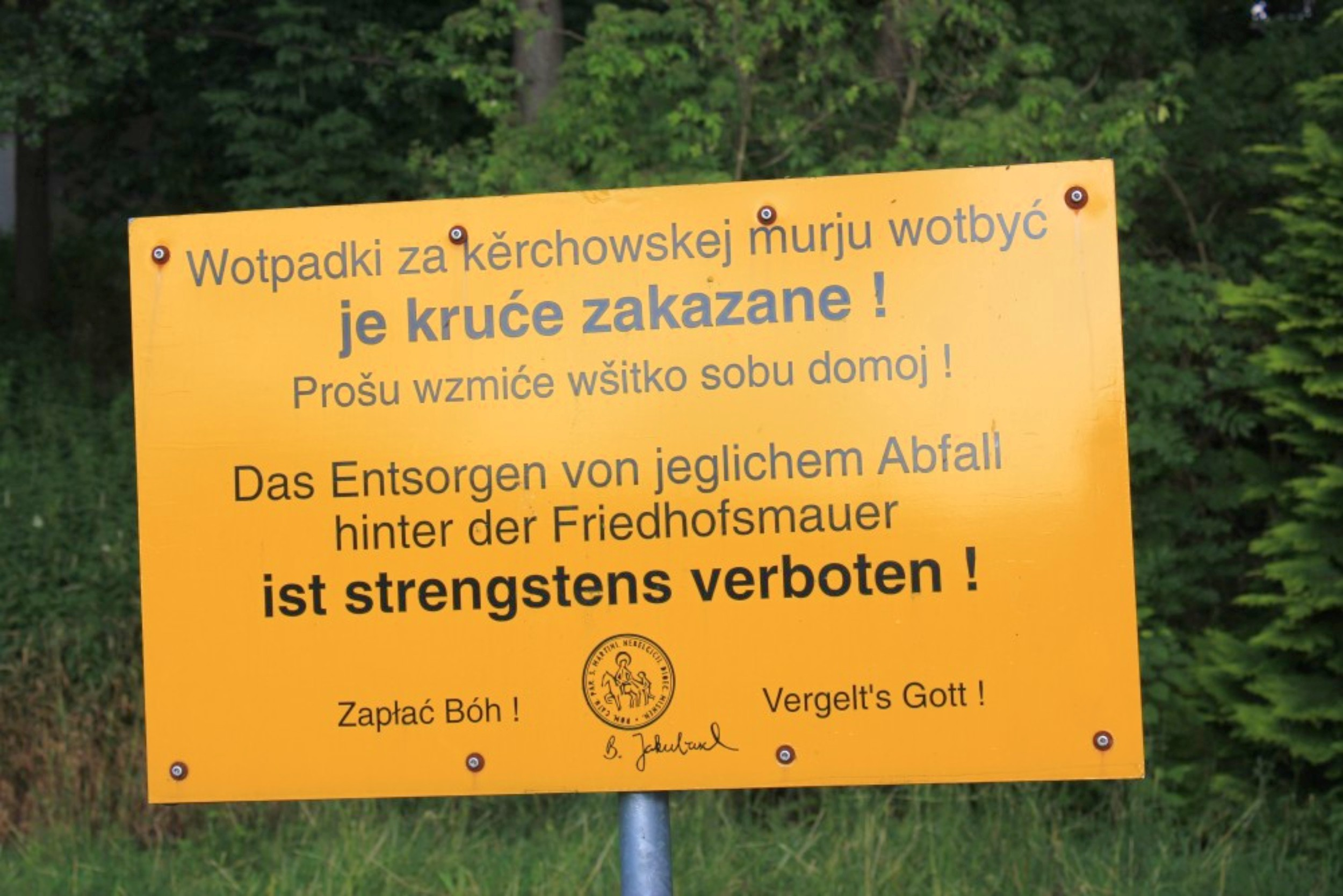
Obersorbisch-deutsches Hinweisschild in Nebelschütz
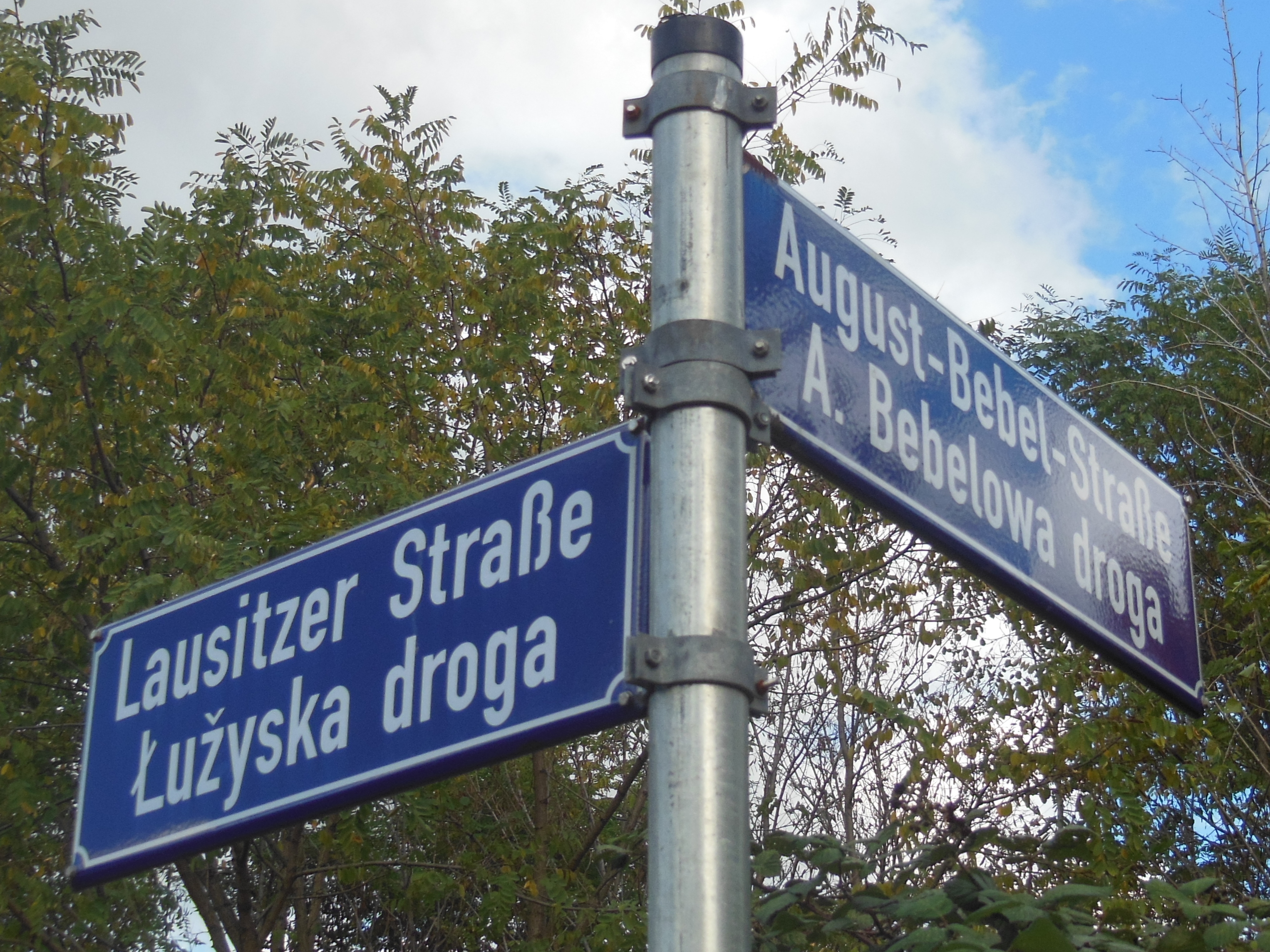
Zweisprachige Straßenschilder in Cottbus (Chóśebuz) auf Deutsch und Niedersorbisch
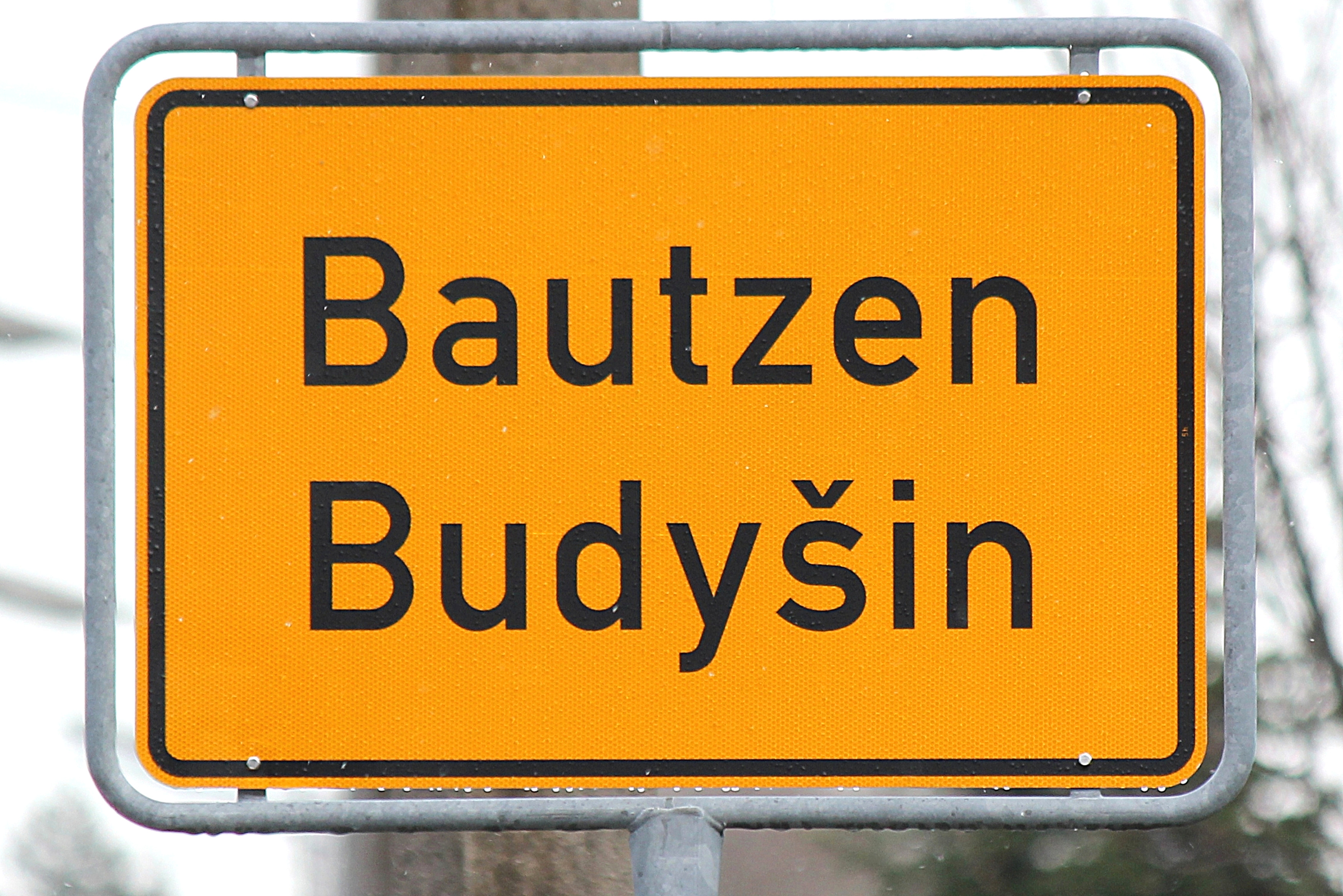
Zweisprachiges Ortsschild in Bautzen (Budyšin) mit Obersorbisch
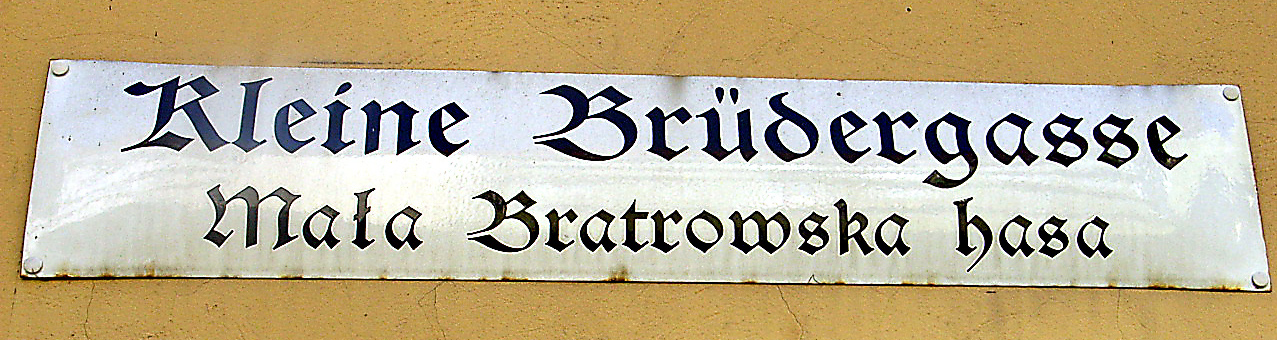
Zweisprachiges Straßenschild in Bautzen mit Obersorbisch
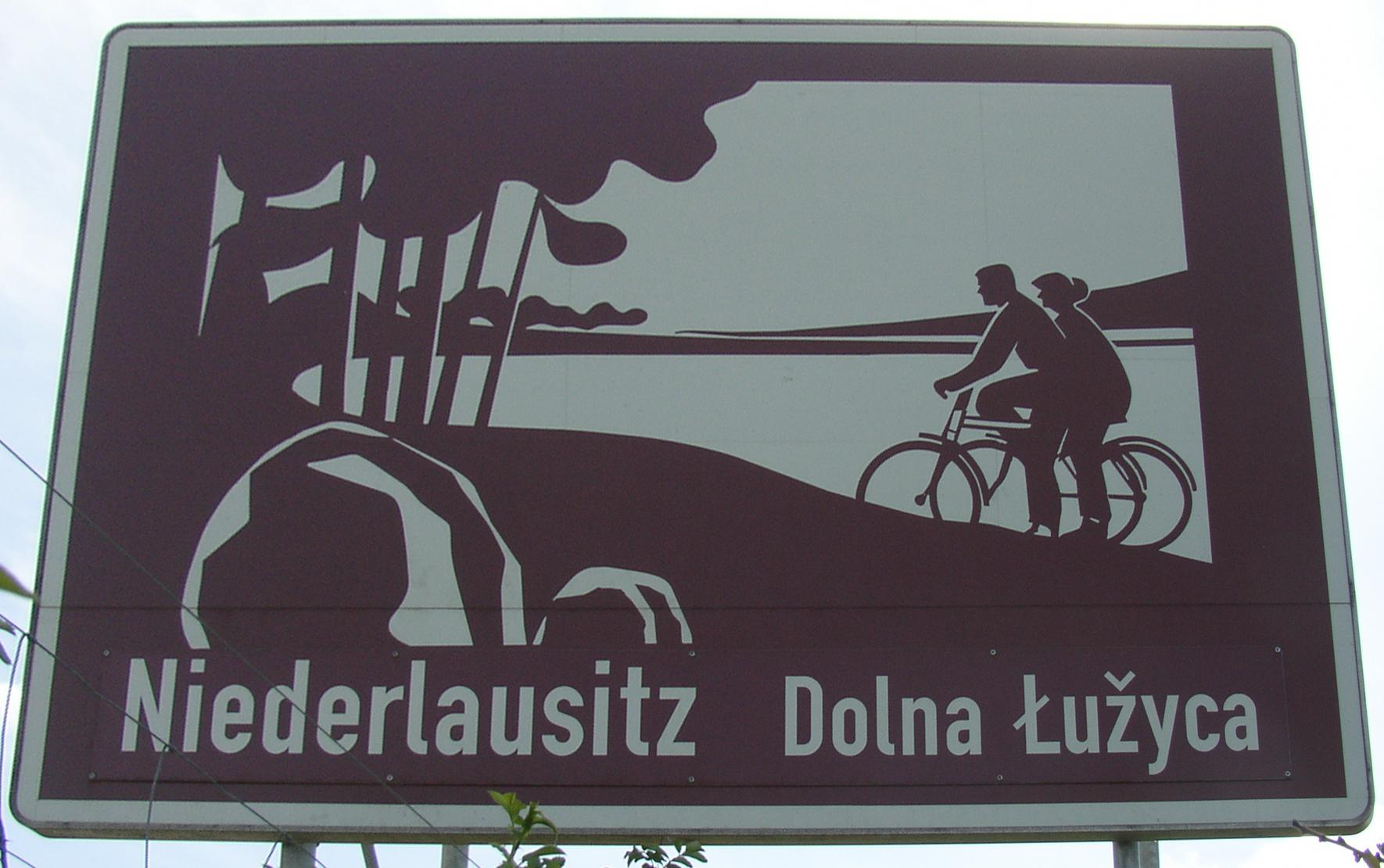
Zweisprachige Unterrichtungstafel an der A 13
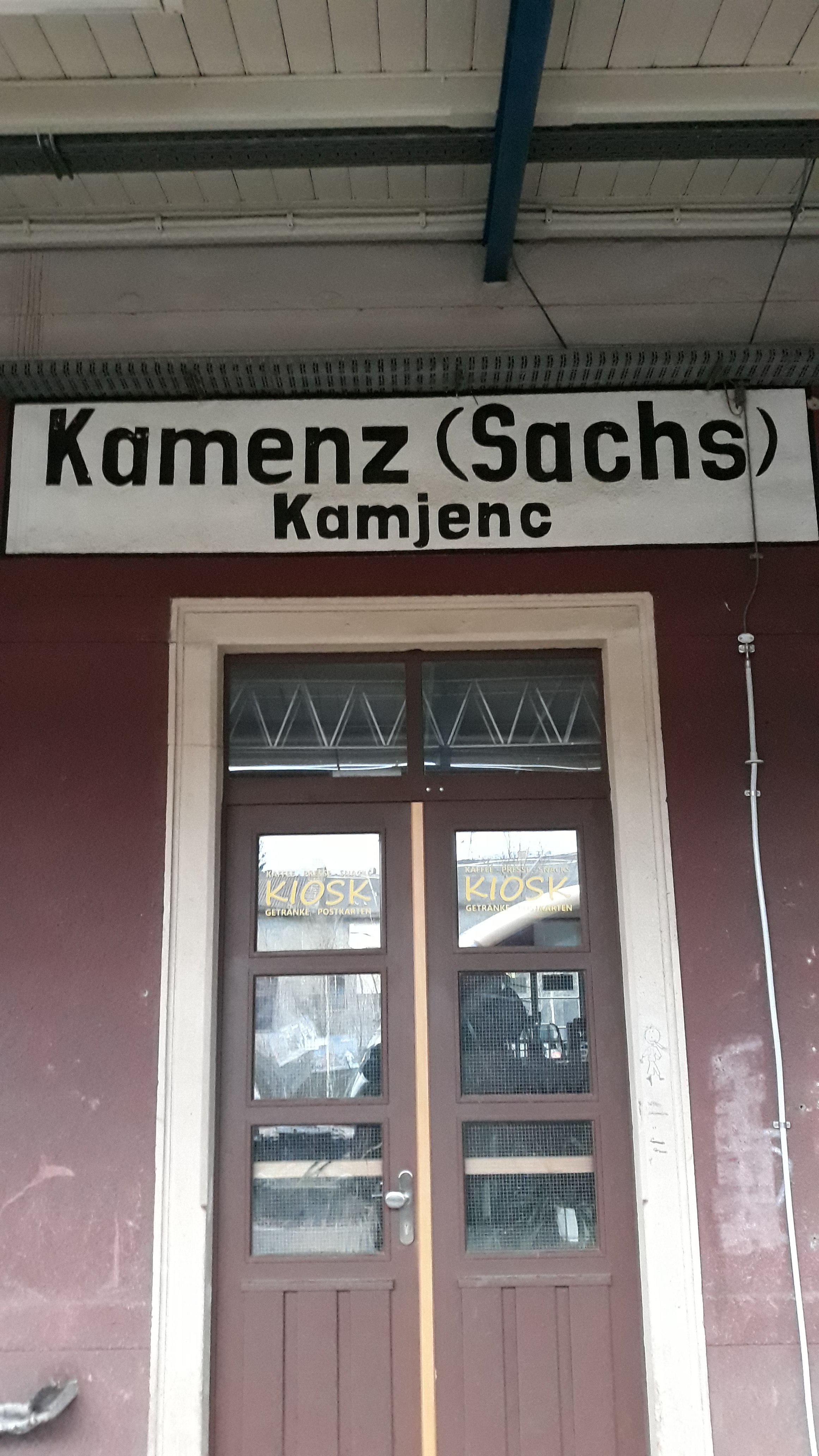
Zweisprachiges Bahnhofsschild in Kamenz

## Grammatik
Beide sorbischen Standardvarietäten (Schriftsprachen) verfügen nominell über sieben Fälle, wobei der Vokativ nicht voll ausgeprägt ist:
1. Nominativ
2. Genitiv
3. Dativ
4. Akkusativ
5. Instrumental
6. Lokativ
7. Vokativ

| Kasus  | nan Vater | nan Vater   | štom Baum | bom Baum    | wokno Fenster | wokno Fenster  |
| ------ | --------- | ----------- | --------- | ----------- | ------------- | -------------- |
|        | Obersorb. | Niedersorb. | Obersorb. | Niedersorb. | Obersorb.     | Niedersorb.    |
| Nom.   | nan       | nan         | štom      | bom         | wokno         | wokno          |
| Gen.   | nana      | nana        | štoma     | boma        | wokna         | wokna          |
| Dat.   | nanej     | nanoju      | štomej    | bomoju      | woknu         | woknoju, woknu |
| Akk.   | nana      | nana        | štom      | bom         | wokno         | wokno          |
| Instr. | z nanom   | z nanom     | ze štomom | z bomom     | z woknom      | z woknom       |
| Lok.   | wo nanje  | wó nanje    | na štomje | na bomje    | na woknje     | na woknje      |
| Vok.   | nano      | –           | štomo     | –           | –             | –              |

| Kasus  | ramjo Schulter | ramje Schulter, Achsel | žona Frau | žeńska1 Frau, Weib | ruka Hand | ruka Hand   |
| ------ | -------------- | ---------------------- | --------- | ------------------ | --------- | ----------- |
|        | Obersorb.      | Niedersorb.            | Obersorb. | Niedersorb.        | Obersorb. | Niedersorb. |
| Nom.   | ramjo          | ramje                  | žona      | žeńska             | ruka      | ruka        |
| Gen.   | ramjenja       | ramjenja               | žony      | žeńskeje           | ruki      | ruki        |
| Dat.   | ramjenju       | ramjenjeju, ramjenju   | žonje     | žeńskej            | ruce      | ruce        |
| Akk.   | ramjo          | ramje                  | žonu      | žeńsku             | ruku      | ruku        |
| Instr. | z ramjenjom    | z ramjenim             | ze žonu   | ze žeńskeju        | z ruku    | z ruku      |
| Lok.   | wo ramjenju    | wó ramjenju            | wo žonje  | wó žeńskej         | w ruce    | w ruce      |

1Die Form žona ist im Niedersorbischen literarisch. Die niedersorbische Deklinationsweise ist adjektivisch wegen der Endung -ska.
Im Niedersorbischen ist der Vokativ nur in einigen erstarrten Formen erhalten.
Bemerkenswert ist, dass sich neben Singular und Plural auch der Numerus Dual (die Zweizahl) aus dem Altslawischen erhalten hat.
Singular: ruka („Hand“)
Dual: ruce („zwei Hände“)
Plural: ruki („mehr als zwei Hände“)
Im Gegensatz zu anderen westslawischen Sprachen (Tschechisch, Slowakisch, Polnisch, Kaschubisch) hat sich in der obersorbischen Schriftsprache und einem Teil der Dialekte bis in die heutige Zeit auch das synthetische Präteritum (Aorist, Imperfekt) erhalten. Auch in der niedersorbischen Schriftsprache war diese Form gebräuchlich, ist aber im Laufe des 20. Jahrhunderts immer seltener geworden und wird heute kaum noch verwendet.
Das Niedersorbische hat dafür aber das Supinum (als Variante des Infinitivs nach Verben der Bewegung) erhalten, z. B. „njok spaś“ (ich will nicht schlafen) gegenüber „źi spat“ (geh schlafen).
Nicht allzu anspruchsvolle geschriebene Texte des Sorbischen können von Sprechern der westslawischen Sprachen im Allgemeinen verstanden werden.

### Sprachvergleich
| Deutsch   | Obersorbisch | Niedersorbisch | Tschechisch | Slowakisch | Polnisch | Polabisch    |
| Mensch    | čłowjek      | cłowjek        | člověk      | človek     | człowiek | clawak       |
| Bruder    | bratr        | bratš          | bratr       | brat       | brat     | brot         |
| Schwester | sotra        | sotša          | sestra      | sestra     | siostra  | sestra       |
| Hand      | ruka         | ruka           | ruka        | ruka       | ręka     | ręka         |
| Tag       | dźeń         | źeń            | den         | deň        | dzień    | dan          |
| Abend     | wječor       | wjacor         | večer       | večer      | wieczór  | wicer        |
| Sommer    | lěćo         | lěśe           | léto        | leto       | lato     | ljutü        |
| Herbst    | nazyma       | nazyma         | podzim      | jeseň      | jesień   | prenja zaima |
| Winter    | zyma         | zyma           | zima        | zima       | zima     | zaima        |
| Fisch     | ryba         | ryba           | ryba        | ryba       | ryba     | raibo        |
| Feuer     | woheń        | wogeń          | oheň        | oheň       | ogień    | widin        |
| Wasser    | woda         | wóda           | voda        | voda       | woda     | wôda         |
| Schnee    | sněh         | sněg           | sníh        | sneh       | śnieg    | sneg         |
| Wind      | wětr         | wětš           | vítr        | vietor     | wiatr    | wjôter       |
| --------- | ------------ | -------------- | ----------- | ---------- | -------- | ------------ |

### Unterschiede zwischen beiden Schriftsprachen
Zwischen den beiden Schriftsprachen Obersorbisch und Niedersorbisch bestehen einige Unterschiede, insbesondere auch beim Alphabet.

#### Lautliche Unterschiede

##### Bei den Konsonanten
Die beiden Schriftsprachen unterscheiden sich sehr stark bei den Konsonanten. Der Buchstabe ć wird im Obersorbischen seit 2005 hinter č eingeordnet.
| Obersorb. | Obersorb. | Obersorb. | Obersorb. | Obersorb. | Obersorb. | Obersorb. | Obersorb. | Obersorb. | Obersorb. | Obersorb. | Obersorb. | Obersorb. | Obersorb. | Obersorb. | Obersorb. | Obersorb. | Obersorb. | Obersorb. | Obersorb. | Obersorb. | Obersorb. | Obersorb. | Obersorb. | Obersorb. | Obersorb. | Obersorb. | Obersorb. | Obersorb. |
| --------- | --------- | --------- | --------- | --------- | --------- | --------- | --------- | --------- | --------- | --------- | --------- | --------- | --------- | --------- | --------- | --------- | --------- | --------- | --------- | --------- | --------- | --------- | --------- | --------- | --------- | --------- | --------- | --------- |
| b         | c         | č         | ć         | d         | dź        | f         | g         | h         | ch        | j         | k         | ł         | l         | m         | n         | ń         | p         | (q)       | r         | ř         | s         | š         | t         | (v)       | w         | (x)       | z         | ž         |

| Niedersorb. | Niedersorb. | Niedersorb. | Niedersorb. | Niedersorb. | Niedersorb. | Niedersorb. | Niedersorb. | Niedersorb. | Niedersorb. | Niedersorb. | Niedersorb. | Niedersorb. | Niedersorb. | Niedersorb. | Niedersorb. | Niedersorb. | Niedersorb. | Niedersorb. | Niedersorb. | Niedersorb. | Niedersorb. | Niedersorb. | Niedersorb. | Niedersorb. | Niedersorb. | Niedersorb. | Niedersorb. | Niedersorb. | Niedersorb. |
| ----------- | ----------- | ----------- | ----------- | ----------- | ----------- | ----------- | ----------- | ----------- | ----------- | ----------- | ----------- | ----------- | ----------- | ----------- | ----------- | ----------- | ----------- | ----------- | ----------- | ----------- | ----------- | ----------- | ----------- | ----------- | ----------- | ----------- | ----------- | ----------- | ----------- |
| b           | c           | č           | ć           | d           | f           | g           | h           | ch          | j           | k           | ł           | l           | m           | n           | ń           | p           | (q)         | r           | ŕ           | s           | š           | ś           | t           | (v)         | w           | (x)         | z           | ž           | ź           |

| Obersorb.  | Niedersorb. | Beispiele           | Bedeutung              | Bemerkungen |
| ---------- | ----------- | ------------------- | ---------------------- | --- |
| h          | g           | hora – góra         | Berg                   | g > h auch im Tschechischen, Slowakischen, Ukrainischen, Belarussischen und in westlichen slowenischen Dialekten. |
| h          | g           | hołbⓘ – gołub       | Taube                  | g > h auch im Tschechischen, Slowakischen, Ukrainischen, Belarussischen und in westlichen slowenischen Dialekten. |
| h          | g           | hordy – gjardy      | stolz                  | g > h auch im Tschechischen, Slowakischen, Ukrainischen, Belarussischen und in westlichen slowenischen Dialekten. |
| h          | g           | hródⓘ – grod        | Burg                   | g > h auch im Tschechischen, Slowakischen, Ukrainischen, Belarussischen und in westlichen slowenischen Dialekten. |
| h          | g           | kniha – knigły      | Buch                   | g > h auch im Tschechischen, Slowakischen, Ukrainischen, Belarussischen und in westlichen slowenischen Dialekten. |
| h          | g           | hody – gódy         | Weihnachten            | g > h auch im Tschechischen, Slowakischen, Ukrainischen, Belarussischen und in westlichen slowenischen Dialekten. |
| č          | c           | čas – cas           | Zeit                   | č > c wie in polnischen und litauischen Dialekten sowie im Polabischen                                            |
| č          | c           | čorny – carny       | schwarz                | č > c wie in polnischen und litauischen Dialekten sowie im Polabischen                                            |
| č          | c           | čert – cart         | Teufel                 | č > c wie in polnischen und litauischen Dialekten sowie im Polabischen                                            |
| č          | c           | česć – cesć         | Ehre                   | č > c wie in polnischen und litauischen Dialekten sowie im Polabischen                                            |
| č          | c           | ličba – licba       | Zahl                   | č > c wie in polnischen und litauischen Dialekten sowie im Polabischen                                            |
| č          | c           | pčołka – pcołka     | Biene                  | č > c wie in polnischen und litauischen Dialekten sowie im Polabischen                                            |
| š          | s           | štyri – styri       | vier                   | š > s im Niedersorbischen                                                                                         |
| š          | s           | štwórć – stwjerś    | Viertel                | š > s im Niedersorbischen                                                                                         |
| š          | s           | štwórtka – stwórtka | Vier                   | š > s im Niedersorbischen                                                                                         |
| š          | s           | štwórtk – stwórtk   | Donnerstag             | š > s im Niedersorbischen                                                                                         |
| ć          | ś           | ćeńki – śańki       | dünn, zart             | ć > ś im Niedersorbischen außer hinter Zischlauten                                                                |
| ć          | ś           | bić – biś           | schlagen               | ć > ś im Niedersorbischen außer hinter Zischlauten                                                                |
| ć          | ś           | hić – hyś           | gehen                  | ć > ś im Niedersorbischen außer hinter Zischlauten                                                                |
| ć          | ś           | puć – puś           | Weg                    | ć > ś im Niedersorbischen außer hinter Zischlauten                                                                |
| ć          | ś           | ćah – śěg           | Zug                    | ć > ś im Niedersorbischen außer hinter Zischlauten                                                                |
| ć          | ś           | ćahnyć – śěgnuś     | ziehen                 | ć > ś im Niedersorbischen außer hinter Zischlauten                                                                |
| ć          | ś           | ćahać – śěgaś       | ziehen                 | ć > ś im Niedersorbischen außer hinter Zischlauten                                                                |
| ć          | ś           | ćim – śim           | desto                  | ć > ś im Niedersorbischen außer hinter Zischlauten                                                                |
| ć          | ś           | ćichi – śichy       | still, ruhig           | ć > ś im Niedersorbischen außer hinter Zischlauten                                                                |
| ć          | ś           | aber: hósć – gósć   | Gast                   | ć > ś im Niedersorbischen außer hinter Zischlauten                                                                |
| dź         | ź           | dźeń – źeń          | Tag                    | dź > ź im Niedersorbischen außer hinter Zischlauten                                                               |
| dź         | ź           | dźesać – źaseś      | zehn                   | dź > ź im Niedersorbischen außer hinter Zischlauten                                                               |
| dź         | ź           | hdźe – źo           | wo                     | dź > ź im Niedersorbischen außer hinter Zischlauten                                                               |
| dź         | ź           | hdźežⓘ – źož        | wo (rel.)              | dź > ź im Niedersorbischen außer hinter Zischlauten                                                               |
| dź         | ź           | dźowka – źowka      | Tochter                | dź > ź im Niedersorbischen außer hinter Zischlauten                                                               |
| dź         | ź           | dźiwy – źiwy        | wild                   | dź > ź im Niedersorbischen außer hinter Zischlauten                                                               |
| dź         | ź           | dźěło – źěło        | Arbeit                 | dź > ź im Niedersorbischen außer hinter Zischlauten                                                               |
| dź         | ź           | dźak – źěk          | Dank                   | dź > ź im Niedersorbischen außer hinter Zischlauten                                                               |
| dź         | ź           | hózdź – gózdź       | Nagel                  | dź > ź im Niedersorbischen außer hinter Zischlauten                                                               |
| kr, pr, tr | kš, pš, tš  | krasny – kšasny     | prächtig               | r > š hinter stimmlosen Konsonanten vor a, o, u im Niedersorbischen                                               |
| kr, pr, tr | kš, pš, tš  | prawy – pšawy       | recht, richtig         | r > š hinter stimmlosen Konsonanten vor a, o, u im Niedersorbischen                                               |
| kr, pr, tr | kš, pš, tš  | próstwa – pšosba    | Bitte                  | r > š hinter stimmlosen Konsonanten vor a, o, u im Niedersorbischen                                               |
| kr, pr, tr | kš, pš, tš  | preč – pšec         | weg                    | r > š hinter stimmlosen Konsonanten vor a, o, u im Niedersorbischen                                               |
| kr, pr, tr | kš, pš, tš  | bratr – bratš       | Bruder                 | r > š hinter stimmlosen Konsonanten vor a, o, u im Niedersorbischen                                               |
| kr, pr, tr | kš, pš, tš  | sotra – sotša       | Schwester              | r > š hinter stimmlosen Konsonanten vor a, o, u im Niedersorbischen                                               |
| kr, pr, tr | kš, pš, tš  | wutroba – wutšoba   | Herz                   | r > š hinter stimmlosen Konsonanten vor a, o, u im Niedersorbischen                                               |
| kr, pr, tr | kš, pš, tš  | trawa – tšawa       | Gras                   | r > š hinter stimmlosen Konsonanten vor a, o, u im Niedersorbischen                                               |
| kr, pr, tr | kš, pš, tš  | jutry – jatšy       | Ostern                 | r > š hinter stimmlosen Konsonanten vor a, o, u im Niedersorbischen                                               |
| kr, pr, tr | kš, pš, tš  | wótry – wótšy       | scharf                 | r > š hinter stimmlosen Konsonanten vor a, o, u im Niedersorbischen                                               |
| ń          | j, '        | dóńć – dojś         | hingehen               | ń im Obersorbischen ähnlich wie im Kaschubischen statt j im Niedersorbischen                                      |
| ń          | j, '        | nadeńć – nadejś     | (an)treffen, vorfinden | ń im Obersorbischen ähnlich wie im Kaschubischen statt j im Niedersorbischen                                      |
| ń          | j, '        | přeńć – pśejś       | hinübergehen           | ń im Obersorbischen ähnlich wie im Kaschubischen statt j im Niedersorbischen                                      |
| ń          | j, '        | přińć – pśiś        | kommen                 | ń im Obersorbischen ähnlich wie im Kaschubischen statt j im Niedersorbischen                                      |
| ń          | j, '        | rozeńć – rozejś     | auseinandergehen       | ń im Obersorbischen ähnlich wie im Kaschubischen statt j im Niedersorbischen                                      |
| ń          | j, '        | woteńć – wótejś     | weggehen               | ń im Obersorbischen ähnlich wie im Kaschubischen statt j im Niedersorbischen                                      |
| ń          | j, '        | wuńć – wujś         | (hin)ausgehen          | ń im Obersorbischen ähnlich wie im Kaschubischen statt j im Niedersorbischen                                      |
| ń          | j, '        | njeńdu – njejdu     | sie gehen nicht        | ń im Obersorbischen ähnlich wie im Kaschubischen statt j im Niedersorbischen                                      |

##### Bei den Vokalen
Sowohl das Nieder- als auch das Obersorbische verfügen über acht Vokale.
|             | vorne | zentral | hinten |
| ----------- | ----- | ------- | ------ |
| oral        | oral  | zentral |        |
| geschlossen | i [⁠i⁠] | y [⁠ɨ⁠]   | u [⁠u⁠]  |
| geschlossen | i [⁠i⁠] | y [⁠ɨ⁠]   | ó [⁠ʊ⁠]  |
| mittel      | e [⁠ɛ⁠] |         | o [⁠ɔ⁠]  |
| offen       |       | a [⁠a⁠]   |        |

- 1 Die ersten beiden Varianten sind schriftsprachlich. Im Dialekt kommt auch noch [⁠ɔ⁠] sowie die dritte Variante vor.

| Diphthong beider Sprachen |
| ------------------------- |
| ě [iə]                    |

| Obersorb. | Niedersorb.       | Beispiele                 | Bedeutung                     | Bemerkungen |
| --------- | ----------------- | ------------------------- | ----------------------------- | --- |
| 'a        | ě, e              | mjaso – měso              | Fleisch                       | aus ursl. ę |
| 'a        | ě, e              | dźak – źěk                | Dank                          | aus ursl. ę |
| 'a        | ě, e              | časty – cesty             | häufig                        | aus ursl. ę |
| 'a        | ě, e              | hladać – glědaś           | sehen, schauen, blicken       | aus ursl. ę |
| 'a        | ě, e              | dźesać – źaseś            | zehn                          | aus ursl. ę |
| 'a        | ě, e              | rjad – rěd                | Reihe                         | aus ursl. ę |
| 'a        | ě, e              | rjany – rědny             | schön                         | aus ursl. ę |
| 'a        | ě, e              | swjatki – swětki          | Pfingsten                     | aus ursl. ę |
| 'e        | 'a                | mjeza – mjaza             | Rain                          | 'e > 'a auch im Polnischen, Belarussischen und Bulgarischen mit anderen Regeln                                                                                           |
| 'e        | 'a                | čert – cart               | Teufel                        | 'e > 'a auch im Polnischen, Belarussischen und Bulgarischen mit anderen Regeln                                                                                           |
| 'e        | 'a                | jedyn – jaden             | ein                           | 'e > 'a auch im Polnischen, Belarussischen und Bulgarischen mit anderen Regeln                                                                                           |
| 'e        | 'a                | dźesać – źaseś            | zehn                          | 'e > 'a auch im Polnischen, Belarussischen und Bulgarischen mit anderen Regeln                                                                                           |
| 'e        | 'a                | njesć – njasć             | tragen                        | 'e > 'a auch im Polnischen, Belarussischen und Bulgarischen mit anderen Regeln                                                                                           |
| 'e        | 'a                | pjec – pjac               | backen; braten                | 'e > 'a auch im Polnischen, Belarussischen und Bulgarischen mit anderen Regeln                                                                                           |
| 'e        | 'a                | wjeselo – wjasele         | Freude                        | 'e > 'a auch im Polnischen, Belarussischen und Bulgarischen mit anderen Regeln                                                                                           |
| 'e        | 'a                | wjes – wjas               | Dorf                          | 'e > 'a auch im Polnischen, Belarussischen und Bulgarischen mit anderen Regeln                                                                                           |
| 'e        | 'a                | wječor – wjacor           | Abend                         | 'e > 'a auch im Polnischen, Belarussischen und Bulgarischen mit anderen Regeln                                                                                           |
| e         | o                 | hdźe – źo                 | wo                            | e > o im Niedersorbischen |
| e         | o                 | -će – -śo, -ćo            | (Endung der 3. Person Plural) | e > o im Niedersorbischen |
| e         | o                 | ćeta – śota               | Tante                         | e > o im Niedersorbischen |
| e         | o                 | wčera – cora              | gestern                       | e > o im Niedersorbischen |
| i         | y                 | hić – hyś                 | gehen                         | niedersorbische Verdumpfung von i zu y hinter ž, š, h und c (aus č), analog im Polnischen; in den ostslawischen Sprachen zeigt sich diese phonetische Tendenz ebenfalls. |
| i         | y                 | wužiwar – wužywaŕ         | Benutzer, Anwender            | niedersorbische Verdumpfung von i zu y hinter ž, š, h und c (aus č), analog im Polnischen; in den ostslawischen Sprachen zeigt sich diese phonetische Tendenz ebenfalls. |
| i         | y                 | wužiwać – wužywaś         | benutzen, anwenden            | niedersorbische Verdumpfung von i zu y hinter ž, š, h und c (aus č), analog im Polnischen; in den ostslawischen Sprachen zeigt sich diese phonetische Tendenz ebenfalls. |
| i         | y                 | žiwy – žywy               | lebend(ig)                    | niedersorbische Verdumpfung von i zu y hinter ž, š, h und c (aus č), analog im Polnischen; in den ostslawischen Sprachen zeigt sich diese phonetische Tendenz ebenfalls. |
| i         | y                 | činić – cyniś             | machen, tun                   | niedersorbische Verdumpfung von i zu y hinter ž, š, h und c (aus č), analog im Polnischen; in den ostslawischen Sprachen zeigt sich diese phonetische Tendenz ebenfalls. |
| i         | y                 | šija – šyja               | Hals                          | niedersorbische Verdumpfung von i zu y hinter ž, š, h und c (aus č), analog im Polnischen; in den ostslawischen Sprachen zeigt sich diese phonetische Tendenz ebenfalls. |
| i         | y                 | šiška – šyška             | Zapfen                        | niedersorbische Verdumpfung von i zu y hinter ž, š, h und c (aus č), analog im Polnischen; in den ostslawischen Sprachen zeigt sich diese phonetische Tendenz ebenfalls. |
| o         | 'a                | pos – pjas                | Hund                          | aus ursprünglichem ь (vgl. polnisch ie in pies) |
| o         | e                 | susodⓘ – sused            | Nachbar                       | e > o im Obersorbischen |
| o         | e                 | so – se                   | sich                          | e > o im Obersorbischen |
| o         | e                 | won – wen                 | hinaus                        | e > o im Obersorbischen |
| y         | e, ě              | cyły – ceły               | ganz, gesamt, völlig          | e/ě > y im Obersorbischen nach c, s, d |
| y         | e, ě              | cyłosć – cełosć           | Ganzheit, Gesamtheit          | e/ě > y im Obersorbischen nach c, s, d |
| y         | e, ě              | dyrbjeć – derbiś, derbjeś | müssen, sollen                | e/ě > y im Obersorbischen nach c, s, d |
| y         | e, ě              | cypy – cepy               | Dreschflegel                  | e/ě > y im Obersorbischen nach c, s, d |
| y         | e, ě              | cyn – cen                 | Zinn                          | e/ě > y im Obersorbischen nach c, s, d |
| y         | e, ě              | cyrkej – cerkwja          | Kirche                        | e/ě > y im Obersorbischen nach c, s, d |
| y         | e, ě              | dyrić – deriś             | Schlag/Stoß versetzen         | e/ě > y im Obersorbischen nach c, s, d |
| y         | e, ě              | syć – seś                 | Netz                          | e/ě > y im Obersorbischen nach c, s, d |
| y         | e, ě              | symjo – semje             | Samen                         | e/ě > y im Obersorbischen nach c, s, d |
| oł        | łu                | tołsty – tłusty           | dick, stark                   | aus ьl bzw. ъl nach hartem Dental |
| oł        | łu                | dołhi – dłujki            | lang                          | aus ьl bzw. ъl nach hartem Dental |
| oł        | łu                | dołh – dług               | Schuld                        | aus ьl bzw. ъl nach hartem Dental |
| oł        | łu                | stołp – słup              | Säule                         | aus ьl bzw. ъl nach hartem Dental |
| or        | ar (jar nach g/k) | hordy – gjardy            | stolz                         | aus ursprünglichem ъr |
| or        | ar (jar nach g/k) | horbaty – gjarbaty        | bucklig                       | aus ursprünglichem ъr |
| or        | ar (jar nach g/k) | horb – gjarba             | Buckel                        | aus ursprünglichem ъr |
| or        | ar (jar nach g/k) | hordło – gjardło          | Kropf; Kehle                  | aus ursprünglichem ъr |
| or        | ar (jar nach g/k) | hornc – gjarnc            | Topf                          | aus ursprünglichem ъr |
| or        | ar                | čorny – carny             | schwarz                       | aus ursprünglichem ьr vor harten Konsonanten, sonst einheitlich er (in: smjerć – smjerś „Tod“)                                                                           |

- 1 Die Variante žona wie im Obersorbischen ist literarisch.

#### Unterschiedliche Silbenzahl
Bei einigen Wörtern unterscheidet sich die Anzahl der Silben, weil das Obersorbische hier verkürzt hat, ähnlich wie Tschechisch.
| Obersorb. | Niedersorb.            | Bedeutung |
| --------- | ---------------------- | --------- |
| stać      | stojaś                 | stehen    |
| přećel    | pśijaśel               | Freund    |
| horcy     | górucy                 | heiß      |
| kobła     | kobyła                 | Stute     |
| kelko     | keliko, kelko (arch.)1 | wie viel  |
| korto     | kóryto                 | Trog      |
| kotry     | kótary                 | welcher   |

- 1 Die übliche Form ist (kak) wjele.

#### Unterschiede in der Deklination
- Obersorb. 7 Fälle – Niedersorb. 6 Fälle
- Unterschiede bei der Kasusrektion

| Obersorbisch                   | Niedersorbisch                       | Bedeutung                     |
| ------------------------------ | ------------------------------------ | ----------------------------- |
| mam dweju bratrow, dwaj konjej | mam dweju bratšowu, kónjowu          | „ich habe zwei Brüder/Pferde“ |
| mam třoch bratrow, tři konje   | mam tśoch bratšow, tśich kónjow/kóni | „ich habe drei Brüder/Pferde“ |
| mam bratrow, konje             | mam bratšy/bratšow, kónje            | „ich habe Brüder/Pferde“      |

##### Unterschiedliches Genus
| Obersorb.  | Niedersorb.           | Bedeutung | Kommentare                                                                  |
| ---------- | --------------------- | --------- | --------------------------------------------------------------------------- |
| huso (n)   | gus (f)               | Gans      | - f = Femininum/weiblich, - m = Maskulinum/männlich, - n = Neutrum/sächlich |
| swinjo (n) | swinja (f)            | Schwein   | - f = Femininum/weiblich, - m = Maskulinum/männlich, - n = Neutrum/sächlich |
| jězor (m)  | jazoro (n), jazor (m) | See       | - f = Femininum/weiblich, - m = Maskulinum/männlich, - n = Neutrum/sächlich |
| karp (m)   | karpa (f)             | Karpfen   | - f = Femininum/weiblich, - m = Maskulinum/männlich, - n = Neutrum/sächlich |

#### Unterschiede in der Konjugation
| Obersorbisch                                                                                              | Niedersorbisch                                                                                            | Kommentare |
| --- | --- | --- |
| Bewahrung von Aorist, Imperfekt                                                                           | In der Schriftsprache                                                                                     | |
| a-, i-, e-Konjugation                                                                                     | o-, a-, i-, j-Konjugation1                                                                                | |
| Verben wie pisać nach der a-Konjugation (1. und 2. Person Singular Präsens Indikativ Aktiv: pisam, pisaš) | Verben wie pisaś nach der o-Konjugation (1. und 2. Person Singular Präsens Indikativ Aktiv: pišom, pišoš) | Die niedersorbische o-Konjugation entspricht der e-Konjugation des Obersorbischen, mit Ausnahme der Verlagerung einiger Verben wie pisać. |

- 1Die perfektiven Verben der a- und i-Konjugationen bilden ihre Präsensformen heute meistens nach der o-Konjugation.

#### Unterschiede im Wortschatz
| Obersorb. | Niedersorb.   | Bedeutung                    | Kommentar                                                          |
| --------- | ------------- | ---------------------------- | ------------------------------------------------------------------ |
| swoboda   | lichota       | Freiheit                     |                                                                    |
| swobodny  | lichy         | frei                         |                                                                    |
| chěža     | wjaža         | Haus                         |                                                                    |
| prajić    | groniś        | sagen, sprechen              | groniś ähnelt polabischem gornt                                    |
| patoržica | gwězdka       | Weihnachtsabend, Heiligabend |                                                                    |
| zo        | až            | dass                         |                                                                    |
| sewjer    | pódpołnoc     | Norden                       | Obersorb. = tschech. sever, Niedersorb. vgl. poln. północ          |
| juh       | pódpołdnjo    | Süden                        | Obersorb. = tschech. jih, Niedersorb. vgl. poln. południe          |
| wuchod    | pódzajtšo     | Osten                        |                                                                    |
| zapad     | pódwjacor     | Westen                       | Niedersorb. vgl. poln. wieczór (Abend)                             |
| wopica    | nałpa         | Affe                         | Obersorb. = tschech. opice, Niedersorb. = poln. małpa              |
| běrna     | kulka1        | Kartoffel                    |                                                                    |
| dyrbjeć   | musaś3, dejaś | müssen, sollen               | Niedersorb. = tschech. muset, poln. musieć                         |
| hač4      | ako5          | als (bei Steigerung)         |                                                                    |
| jara      | wjelgin       | sehr                         |                                                                    |
| całta     | guska         | Brötchen                     | Obersorb. = alttschech. Niedersorb. = tschech. houska              |
| haj6      | jo            | ja                           | Obersorb. = slowak. hej Niedersorb. = tschech. jo (dort neben ano) |
| holca     | źowćo         | Mädchen                      | Niedersorb. = poln. dziewczę, dziewczyna, tschech. děvče, holka    |
| štom      | bom7          | Baum                         | Niedersorb. aus deutsch „Baum“/Obersorb. aus deutsch „Stamm“       |
| porst     | palc          | Finger                       | Obersorb. = tschech. prst Niedersorb. = poln. palec                |

- 1 Bedeutet auch: Kugel; Kloß.
- 3 Bedeutet nur: müssen.
- 4 Bedeutet auch: bis (vor allem vor do); ob
- 5 Bedeutet auch: als (bei Attributen); der, die, das (Relativpronomen), wie
- 6 Aus diesem Unterschied leitet sich der im Niedersorbischen einstmals verbreitete Spottname Hajak für bürgerlich-städtische Sorben der Oberlausitz.
- 7 Nach Starosta hat štom die Bedeutung Baum nur im Dialekt, sonst bedeutet es Baumstamm.
- = steht hier für entspricht.

## Gemeinsamkeiten

### Lautliche Gemeinsamkeiten

#### Konsonantische Parallelen
| Ursl. | Sorb.         | Beispiele                 | Bedeutung          | Vergleichbarkeit                                         | Kommentare                          |
| ----- | ------------- | ------------------------- | ------------------ | -------------------------------------------------------- | ----------------------------------- |
| str   | tr/tř – tš/tś | sotra – sotša             | Schwester          | Polnisch: siostra, Tschechisch: sestra                   | Verlust des s; sehr viele Ausnahmen |
| str   | tr/tř – tš/tś | tradać – tšadaś           | darben, schmachten | Tschechisch: strádat                                     | Verlust des s; sehr viele Ausnahmen |
| str   | tr/tř – tš/tś | truhać – tšugaś           | hobeln, raspeln    | Polnisch: strugać Tschechisch: struhadlo „Hobel, Raspel“ | Verlust des s; sehr viele Ausnahmen |
| str   | tr/tř – tš/tś | truk – tšuk               | Schote             | Polnisch: strąk                                          | Verlust des s; sehr viele Ausnahmen |
| str   | tr/tř – tš/tś | třěcha – tśěcha (stśěcha) | Dach               | Tschechisch: střecha Polnisch: strzecha „Strohdach“      | Verlust des s; sehr viele Ausnahmen |
| str   | tr/tř – tš/tś | truna – tšuna             | Saite              | Tschechisch, Polnisch: struna                            | Verlust des s; sehr viele Ausnahmen |
| str   | tr/tř – tš/tś | trup – tšup               | Grind, Schorf      | Tschechisch, Polnisch: strup                             | Verlust des s; sehr viele Ausnahmen |

#### Vokalische Parallelen
| Veränderung     | Obersorb. | Niedersorb. | Bedeutung              | Kommentare                                                                                      |
| --------------- | --------- | ----------- | ---------------------- | ----------------------------------------------------------------------------------------------- |
| e > o           | wječor    | wjacor      | Abend                  | vgl.: russ. вечер, tschech. večer, serb. veče poln. wieczór                                     |
| e > o           | čłon      | cłonk       | Glied, Mitglied        | vgl.: russ./ukr. член, serb./kroat. član                                                        |
| e > o           | daloko    | daloko      | weit, fern             | vgl.: poln. daleko, russ./ukr. далеко, tschech./serb./kroat. daleko                             |
| e > o           | wjesoły   | wjasoły     | froh, fröhlich, heiter | vgl.: russ. весёлый, ukr. веселий, serb./kroat. veseo, vesela                                   |
| e > o           | pjećory   | pěśory      | fünffach               | vgl.: russ. пятеро, ukr. п'ятеро, serb./kroat. petero                                           |
| e > o           | pčoła     | pcoła       | Biene                  | vgl.: russ. пчела, ukr. бджола, serb./kroat. pčela                                              |
| e > o           | sotra     | sotša       | Schwester              | vgl.: russ./ukr. сестра, kroat./serb./tschech. sestra, poln. siostra                            |
| i > y1          | zyma      | zyma        | Winter                 | vgl.: poln./tschech. zima, ukr. зима                                                            |
| i > y1          | nazyma    | nazyma      | Herbst                 | vgl.: tschech. podzim                                                                           |
| i > y1          | kazyć     | kazyś       | verderben              | vgl.: poln. kazić, tschech. kazit, slowak. kazit', kroat./serb. unakazit                        |
| ǫ > u2          | ruka      | ruka        | Arm, Hand              | vgl.: poln. ręka, kaschub. rãka, ukr. рука, kroat./serb./tschech. ruka                          |
| ǫ > u2          | wutroba   | wutšoba     | Herz                   | vgl.: poln. wątroba „Leber“                                                                     |
| ǫ > u2          | mudry     | mudry       | klug                   | vgl.: poln. mądry, ukr. мудрий, kroat./serb. mudri                                              |
| ǫ > u2          | huso      | gus         | Gans                   | vgl.: tschech. husa, poln. gęś, russ. гусь, ukr. гусак, serb. guska                             |
| ǫ > u2          | pucher    | puchoŕ      | Blase; Harnblase       | vgl.: poln. pęcherz                                                                             |
| ǫ > u2          | pupk      | pupk        | Nabel                  | vgl.: poln. pępek, ukr. пупок, tschech. pupek, serb. pupak                                      |
| ǫ > u2          | huba      | guba        | Mund                   | vgl.: tschech. huba, poln. gęba, ukr. губа                                                      |
| el > ło3        | žłob      | žłob        | Rinne; Trog            | vgl.: slowak. žleb (žl’ab), serb./slowen. žleb, kroat. žlijeb, russ. желоб                      |
| el > ło3        | mloko     | mloko       | Milch                  | vgl.: poln./serb./tschech. mleko, kroat. mlijeko, russ./ukr. молоко                             |
| er > re/rě/rje4 | drjewo    | drjewo      | Holz                   | vgl.: kroat./serb. drvo, poln. drzewo, tschech. dřevo, slowak. drevo, ukr. дерево, russ.: дрова |
| ol > ło5        | złoto     | złoto       | Gold                   | vgl.: poln. złoto, tschech./slowak./serb. zlato, bulg. злато, russ./ukr. золото                 |
| ol > ło5        | słód      | słod        | Geschmack; Süße; Malz  | vgl.: poln. słód, kroat./tschech./serb./slowak. slad, russ./ukr. солод „Malz“                   |
| ol > ło5        | hłowa     | głowa       | Kopf                   | vgl.: poln. głowa, tschech./slowak. hlava, kroat./serb. glava, russ./ukr. голова                |
| ol > ło5        | słoma     | słoma       | Stroh                  | vgl.: poln. słoma, tschech. sláma, kroat./serb. slama, russ./ukr. солома                        |
| ol > ło5        | młody     | młody       | jung                   | vgl.: poln. młody; tschech. mladý, kroat./serb. mlad, ukr. молодий                              |
| or > ro6        | hród      | grod        | Burg; Schloss          | vgl.: poln. gród, tschech. hrad, kroat./slowen./serb. grad, russ. город „Stadt“                 |
| or > ro6        | mróz      | mroz        | Frost                  | vgl.: poln. mróz, tschech./slowak. mráz, kroat./serb. mraz, russ./ukr. мороз                    |

- 1 Im Niedersorbischen fand diese Veränderung auch hinter h, ž, š, c (aus č) statt.
- 2 Die gleiche Veränderung fand im Ostslawischen, im Tschechischen, im Slowakischen, im Kroatischen, im Bosnischen und Serbischen statt. Das Slowenische hat den Nasalvokal zu o verändert.
- 3 Zwischen Konsonanten. Im Polnischen entstand hier ebenfalls ło, teilweise aber auch łó; Tschechisch, Slowakisch und Slowenisch haben hier le; Kroatisch und Serbisch haben le und lije; Bulgarisch hat hier ле [le] oder ля [lja]; die ostslawischen Sprachen haben hier оло [olo].
- 4 Im Niedersorbischen hat sich diese Lautung teilweise zu r(j)a weiterverändert; z. B. brjaza „Birke“.
- 5 Die gleiche Entwicklung hat auch das Polnische durchlaufen. Im Russischen unterlag die ursprüngliche Lautgruppe ol nicht der Metathese und wird entsprechend dem Gesetz des Polnoglasie durch оло [olo] repräsentiert.
- 6 Die Entwicklung im Polnischen ist ähnlich, während im Russischen hier mangels der Tendenz zur westslawischen Metathese und durch Polnoglasie оро [oro] entstanden ist.

### Grammatische Gemeinsamkeiten
- Bewahrung des Duals
- Zusammenfall des Lokativs Dual mit dem Dativ/Instrumental Dual
- Betonung auf der ersten Silbe
- Weitgehende Verallgemeinerung des Genitiv Plural der Substantive auf -ow

## Phonologische Entwicklung des Sorbischen

### Gemeinsame Entwicklungen sowie Entwicklungen nur im Niedersorbischen
Wie im Polnischen und im Tschechischen entwickelten sich die beiden proto-slawischen Reduktionslaute ь und ъ im Sorbischen in betonter Stellung bereits früh zu e. Vollvokale, die in Silben vor einem reduzierten Vokal in unbetonter Stellung standen, verlängerten sich nach dem Fall der reduzierten Vokale. Im Laufe der Zeit ging die Opposition der Kurz- und Langvokale verloren, und die Worte wurden generell auf der ersten Silbe betont; die Betonung in der protoslawischen Sprache war frei gewesen. Diese Entwicklung geschah unter dem Einfluss des Deutschen und hat eine Parallele im Tschechischen.
Die Nasalvokale im Sorbischen schwanden nach Jerzy Nalepa in der zweiten Hälfte des 12. Jahrhunderts unter tschechischem Einfluss.
Die Affrikate ʒ wurde, wie in den meisten anderen slawischen Sprachen, zu z vereinfacht, vgl. mjeza (polnisch: miedza) („Grenze“).
Wie im Polnischen und ursprünglich auch im Kaschubischen wandelten sich im Sorbischen die weichen Dentale ť und ď zu Affrikaten ć bzw. dź. Dieser Übergang fand bereits im 13. Jahrhundert statt. Im Niedersorbischen verloren diese Affrikaten später außerdem ihren Verschluss: ć > ś, dź > ź außer nach dentalen Spiranten: rjeśaz „Kette“, daś „geben“, kosć „Knochen“, źiwy „wild“, měź „Kupfer“, pozdźej „später“ (gegenüber Obersorbisch rjećaz, dać, kosć, diźwi, mjedź, pozdźe). Dieser Wandel vollzog sich Mitte des 16. Jahrhunderts in den westlichen und 100 Jahre später in den östlichen Dialekten, wobei die zentralen Übergangsdialekte sowie die Dialekte von Muskau und Schleife davon nicht betroffen waren. 
Weiches c', z', s' wurde im Sorbischen verhärtet. Wenn nach ihnen der Laut i stand, wurde er zu y: ducy „gehen“, syła „Kraft“, zyma „Winter“ (gegenüber tschechisch jdoucí, síla, zima). Dieser Wandel fand vermutlich im frühen 15. Jahrhunderts statt. Ein ähnlicher Wandel (nur im Niedersorbischen) vollzog sich zu Beginn des 16. Jahrhunderts bei den weichen č', ž', š': cysty „sauber“, šyja „Hals“, žywy „lebendig“ (vgl. Obersorbisch čisty, šija, žiwy).
Mitte des 16. Jahrhunderts wurde č zu c: cas „Zeit“, pcoła „Biene“ (aus čas, pčoła). Diese Änderung unterblieb nur in der Endung -učki sowie nach Spiranten. Außerdem kommt č in Lehnwörtern und lautmalerischen Wörtern vor.
Nach p, t und k wurden die Laute r und r' im Sorbischen zu ř und ř'. Im Niedersorbischen entwickelten sich ř weiter zu š und ř' zu ć (später ś): pšawy „rechts“, tśi „drei“. 
Wie im Polnischen wurde das stimmlose ł im Niedersorbischen zu bilabialem w, die ersten schriftlichen Belege dafür stammen aus dem 17. Jahrhundert, und das weiche ľ bekam außer vor hellen Vokalen die „europäische“ alveolare Artikulation (wie im Deutschen).
Der Laut w fiel im Sorbischen in den Anfangsgruppen gw- und xw- (Protoslav. *gvozdj > gozd „trockener Wald“, Protoslav. *xvoščj > chošć „Schachtelhalm“), am Wortanfang vor einem Konsonanten und nach einem Konsonanten vor u aus. Vermutlich begann dieser Prozess vor dem 13. und endete im 16. Jahrhundert. Das weiche „w“ in der Wortmitte in intervokalischer Stellung und vor Konsonant sowie am Wortende ging in „j“ über: rukajca „Handschuh“ (polnisch: rękawica), mužoju / mužeju „Mensch“ (polnisch: mężowi), kšej „Blut“ (polnisch: krew).
Der Laut e ging in der Position nach weichen Konsonanten und vor harten Konsonanten in a über: brjaza 'Birke', kolaso 'Rad', pjac 'Ofen', lažaś 'Lüge', pjas 'Hund' (vgl. brěza, koleso, pjec, ležeć', pos). Dieser Wandel war in der Mitte des 17. Jahrhunderts abgeschlossen und betraf wiederum nicht die Dialekte von Muskau und Schleife.

### Phonologische Entwicklungen nur im Obersorbischen
In einigen Stellungen kam es im Obersorbischen zur Metathese von or, ol, er und el: In Stellung zwischen Konsonanten wurde daraus ro, lo, re und le, am Wortanfang wurden or, ol je nach Betonung zu ra-, la- oder zu ro-, lo-.
Wie im Polnischen und Tschechischen gingen wie erwähnt auch im Sorbischen die beiden protoslawischen Reduktionslaute in betonter Stellung in e über. Unbetonte Vollvokale in der Silbe vor dem reduzierten Vokal verlängerten sich mit dem Verschwinden der reduzierten Vokale. Langes *ē und *ō in betonter Stellung wandelte sich im Obersorbischen zu mittelhohen Vokalen, die in der modernen obersorbischen Schriftsprache als ě und ó geschrieben werden. Das protoslawische *ē fiel mit *ě zusammen. Später, im 19. Jahrhundert, wurde vor Reflexivpronomen und Labialen ó zu o: mloko – w mlóce („Milch“ – „in Milch“). Im Laufe der Zeit ging der Gegensatz zwischen langen und kurzen Vokalen verloren. 
Syllabisches ṛ wurde im Obersorbischen zu or: *kъrmiti > *kṛmiti > kormić („füttern“), ähnlich wurde ṛ' vor stimmlosen Dentalen ebenfalls zu or: *pьrstъ > *pṛ'ѕtъ > porst („Finger“), in anderen Stellungen hingegen zu je erweicht: *prštěp > *pṛ'štěp > pjeršćeń („Ring“). Silbisches ḷ wurde zu oł: *dъlgъ > *dḷgъ > dołh („Schuld“), bzw. vor stimmlosen Dentalen zu ḷ': *rlnj > *pḷ'pъ > połny ('voll'), in anderen Positionen zu el: *vjlk > *vḷ'kъ > wjelk („Wolf“). 
Die Nasalvokale im Sorbischen verschwanden nach J. Nalepa in der zweiten Hälfte des 12. Jahrhunderts unter tschechischem Einfluss, im Polnischen sind sie bis heute erhalten. Der Vokal a zwischen zwei weichen Konsonanten wurde im Obersorbischen zu e: jejo („Ei“), žel („Mitleid“). Schriftlichen Belegen zufolge geschah dies im 17. und 18. Jahrhundert, in einigen obersorbischen Dialekten bis heute nicht. 
Ebenso wie im Tschechischen, Slowakischen und Ukrainischen hat sich im Obersorbischen plosives g zum Frikativ h gewandelt. Der g-Laut kommt im Obersorbischen nur in relativ späten Lehnwörtern oder expressiven Wörtern vor. J. Nalepa datiert den Beginn des Übergangs g > h auf das späte 13. Jahrhundert, J. Stone hingegen schon auf das zwölfte Jahrhundert, wobei sich diese Veränderung von Süden nach Norden ausgebreitet habe. Gunter Schaarschmidt vermutet anhand von Texten und Toponymen, dass der Übergang über die Zwischenstufe γ (wie im Belarussischen) erfolgte und dass der Laut γ im Obersorbischen bereits im 12. und bis ins 14. Jahrhundert existiert habe. Später ging das h im Obersorbischen meist verloren, außer vor Vokal und nach Konsonant. In den meisten Dialekten und in der obersorbischen Umgangssprache ist h auch in intervokalischer Stellung geschwunden. Die ersten schriftlichen Belege dafür gehen auf den Beginn des 17. Jahrhunderts zurück. 
Wie erwähnt wurden im Sorbischen im 13. Jahrhundert die weichen Dentale ť und ď zu Affrikaten ć bzw. dź: *tělo > ćěło („Körper“), *devęt > dźewjeć („neun“). Im Obersorbischen fiel später ć mit č und dź mit dem Allophon č – dž zusammen, was seine Phonologisierung zur Folge hatte. Die protoslawischen Kombinationen *šč und *ždž vereinfachten sich zunächst zu *šť bzw. *žď und dann durch Affrikatisierung von ť und ď zu šć und ždź. Weiches c', z' und s' wurde gehärtet, nachfolgendes i und ě wurden zu y: Protoslav. *cělъ > cyły, protoslav. *sila > syła, protoslav. *zima > zyma. 
Nach p, t, k wandelten sich die Laute r und r' im Sorbischen zu ř und ř', im Obersorbischen wurde dieser Laut später zu š. Noch später wurde die Kombination tš zu c' vereinfacht. 
Der Spirant x wurde im Obersorbischen am Wortanfang vor Vokal zu aspiriertem k (kʰ), sonst zu unaspiriertem k. Diese Veränderung ist bereits im 16. Jahrhundert in Texten greifbar, spiegelt sich aber in der modernen obersorbischen Rechtschreibung nicht wider. 
Ähnlich wie im Polnischen wurde im Obersorbischen das harte ł durch w ersetzt (die ersten Belege stammen aus dem 17. Jahrhundert), mit Ausnahme der nordöstlichen Dialekte, während das weiche l' außer, wenn es einem vorderen Vokal gegenübersteht, eine „europäische“ (alveolare) Artikulation (wie im Deutschen) angenommen hat. 
Der Laut w ist im Sorbischen in den Anfangsgruppen gw- und xw- ausgefallen, vgl. protoslav. *gvozdj > hózdź („Nagel“) und protoslav. *hvogsttъ > chróst („Schachtelhalm“), und zwar am Wortanfang vor Konsonant, sowie nach Konsonanten vor u. Dieser Prozess begann vermutlich vor dem 13. und endete im 16. Jahrhundert. Das weiche w' in der Wortmitte in intervokalischer Stellung und vor einem Konsonanten sowie am Wortende wurde zu j: prajić („sprechen“) (polnisch: prawić), mužej („Mann“) (polnisch: mężowi), krej („Blut“) (polnisch: krew). 
Vor weichen Konsonanten am Wortende oder sonst vor anderen Konsonanten (und vor ursprünglich weichen dentalen Affrikaten und Spiranten auch in anderen Positionen) erschien im Obersorbischen ein epenthetisches j. Wenn j auf e oder ě folgt, wird der vorangehende Konsonant stimmlos. Auch der Konsonant ń wird vor anderen Konsonanten gehärtet. Diese Änderung spiegelt sich nicht in der Schreibweise wider: dźeń [ˈd͡ʒejn] („Tag“), ležeć [ˈlejʒet͡ʃ] („liegen“), tež [tejʃ] („zu“), chěža [ˈkʰejʒa] („Haus“). Vermutlich taucht dieses epenthetische j im Obersorbischen bereits Ende des 16. Jahrhunderts auf. 
Der Ersatz des dentalen durch das uvulare r in mehreren obersorbischen Dialekten wird auf den deutschen Einfluss zurückgeführt.

### Institute
- Sorbisches Institut: Lehrbuch des Obersorbischen (Memento vom 28. April 2014 im Internet Archive)
- Institut für Sorabistik der Universität Leipzig

### Sorbische Wörterbücher und Glossare
- Online-Sprachkurse Ober- und Niedersorbisch (A1–B1)
- sotra – Automatischer Übersetzer Obersorbisch/Niedersorbisch/Deutsch
- www.niedersorbisch.de (Deutsch-Niedersorbisches Wörterbuch)
- Niedersorbisches Glossar (Orts- und Straßennamen, Berufs- und Ämterbezeichnungen) (Memento vom 10. November 2017 im Internet Archive)
- SOBLEXX – Obersorbisches Onlinewörterbuch (mit Konjugation und Deklination)
- Obersorbisches Rechtschreibwörterbuch

### Einträge für die sorbische Sprache im World Atlas of Language Structures Online
- Sorbisch (beide)
- Obersorbisch
- Niedersorbisch

### Einträge für die sorbische Sprache in der World Loanword Database
- Obersorbisch
- Niedersorbisch

### Sonstiges
- Tastaturlayouts für Linux und Microsoft Windows 2000/XP sowie Windows 95, 98, ME (Memento vom 28. Juni 2009 im Internet Archive)
- Die kleine Sprachgeschichte: Sorbisch auf Deutschlandradio Kultur, 26. Juli 2012
- Kurs serskeje rěce / Bluń, sorbische Gespräche aus dem Lehrbuch Curs practic de limba sorabă, Universitatea din București 1986 (in einem Dialekt der Mittel-Lausitz um Bluno).